# Piotr Semenenko
Piotr Semenenko (Dzięciołowo, 29 giugno 1814 – Parigi, 18 novembre 1886) è stato un presbitero e teologo polacco, cofondatore delle congregazioni dei preti e delle suore della Risurrezione di Nostro Signore Gesù Cristo.

## Biografia
Nacque a Dzięciołowo da Mikołaj Semenenko, ufficiale doganale ortodosso, e da sua moglie Katarzyna Zielińska, protestante, ma fu battezzato nell chiesa cattolica di Dolistów il 5 luglio 1814. Iniziò gli studi presso i lazzaristi e li proseguì al ginnasio di Kroże; nel 1830 intraprese gli studi filosofici all'università di Vilnius, ma li abbandonò presto per arruolarsi nel reggimento di artiglieria e partecipare all'insurrezione polacca contro il dominio russo.
Fallita la rivolta, esulò come molti compatrioti in Francia, dove partecipò attivamente alla vita politica e sociale degli emigrati polacchi: fu anche autore di numerosi articoli pubblicati su diversi giornali e riviste.
Abbandonò per un certo periodo la pratica religiosa, ma si riavvicinò al cattolicesimo nel 1835, dopo aver conosciuto a Parigi Bogdan Jański; il 17 febbraio 1836 iniziò a condurre vita fraterna in comunità insieme con Jański e con Hieronim Kajsiewicz in una "casuccia" aperta da Jański per tutti i polacchi che desideravano avvicinarsi a Dio. Entrò come studente di teologia nel Collège Stanislas di Parigi e divenne prefetto dei ragazzi che nello stesso istituto frequentavano le scuole medie.
Per completare la sua formazione, nel 1837 si trasferì a Roma con i suoi due compagni per studiare presso il Collegio romano. Anche a Roma continuò a condurre vita comune con Jański e con Kajsiewicz e fu eletto superiore della comunità: il 5 dicembre 1841 fu ordinato prete, scrisse la prima regola per la nuova comunità e il 27 marzo 1842, insieme con il primo gruppo di sette compagni, emise i voti dando inizio alla congregazione risurrezionista.
Lavorò inizialmente a Roma, dove i risurrezionisti avevano ottenuto dal governo francese la chiesa dei Santi Claudio e Andrea dei Borgognoni, poi tornò a Parigi, dove combatté le idee religiose di Andrzej Towiański contro le quali pubblicò l'opera Towiański et sa doctrine: grazie a questo scritto, nel 1857 papa Pio IX lo nominò consultore della Congregazione dell'Indice dei libri proibiti.
Insieme con Kajsiewicz e Aleksander Jełowicki e con la protezione di papa Pio IX, nel 1866 fondò a Roma il Pontificio collegio polacco, di cui fu il primo rettore: viaggiò in Francia, Belgio e Austria per raccogliere finanziamenti per l'istituto.
Nel 1873 succedette al defunto Kajsiewicz come superiore generale dei risurrezionisti, dei quali revisionò più volte la regola, e mantenne la carica fino alla morte; lo stesso anno fu nominato consultore della Congregazione del Santo Uffizio.
Guidò molti ritiri spirituali e fu direttore spirituale di sacerdoti, consacrati e laici di ambo i sessi.
Insieme con due sue penitenti, la vedova Celina Chludzińska e sua figlia Jadwiga Borzęcka, nel 1882 fondò la congregazione femminile delle suore della Risurrezione di Nostro Signore Gesù Cristo, alle quali diede i primi statuti: la Regola delle otto beatitudini. Ebbe anche una parte nella fondazione delle suore dell'Immacolata Concezione della Beata Vergine Maria, delle ancelle dell'Immacolata Concezione della Beata Vergine Maria, delle Consolatrici del Sacro Cuore; sostenne e aiutò anche i giovani istituti delle suore di San Felice da Cantalice, delle domenicane della Polonia, delle suore della Sacra Famiglia di Nazareth, delle suore dell'adorazione riparatrice e la Società di Maria Riparatrice.
Fu autore di numerose opere di teologia, storia e filosofia e fu membro di diverse accademie (della Religione Cattolica, degli Arcadi) e organizzazioni scientifiche. Iniziò un nuovo sistema filosofico ritenuto precursore del neotomismo. Propose anche un nuovo sistema di vita interiore, nel quale Dio-Amore viene considerato come principio e scopo ultimo: secondo tale visione, la vita interiore è la permanente convivenza amichevole con Cristo e il lavoro interiore viene iniziato nell'uomo da Gesù stesso.
Morto a Parigi nel 1886, la sua salma fu traslata a Roma e sepolta nel cimitero del Verano. I suoi resti furono trasferiti nella chiesa della Resurrezione di Nostro Signore Gesù Cristo, presso la casa generalizia della sua congregazione, nel 1956.
La causa di beatificazione fu introdotta a Roma l'8 maggio 1951 e il 20 gennaio 1955 fu emesso il decreto per l'apertura del processo ordinario.